# Graubündner Kantonalbank
Die Graubündner Kantonalbank (GKB; rätoromanisch Banca Chantunala Grischunaⓘ (BCG), italienisch Banca Cantonale Grigione (BCG)) ist die Kantonalbank des Kantons Graubünden. Das Unternehmen ist im grossen, weit verzweigten und mehrsprachigen Kanton an 42 Standorten vertreten. Hauptsitz ist in Chur. Die GKB verfügt über Mehrheitsbeteiligungen an der Privatbank Bellerive AG und der Albin Kistler AG. Zudem ist sie Alleinaktionärin der BZ Bank Aktiengesellschaft. Der GKB Partizipationsschein ist seit 1985 börsenkotiert.

## Geschäftsdaten
Die Bank erbringt in der Rechtsform einer selbstständigen Anstalt des kantonalen Rechts die branchenüblichen Leistungen einer Universalbank. Der Partizipationsschein GKB (ISIN CH0001340204) ist seit dem 10. September 1985 börsenkotiert. Für Verpflichtungen der GKB haftet der Kanton Graubünden mit seiner Staatsgarantie.